# Ferrovia transcaspica

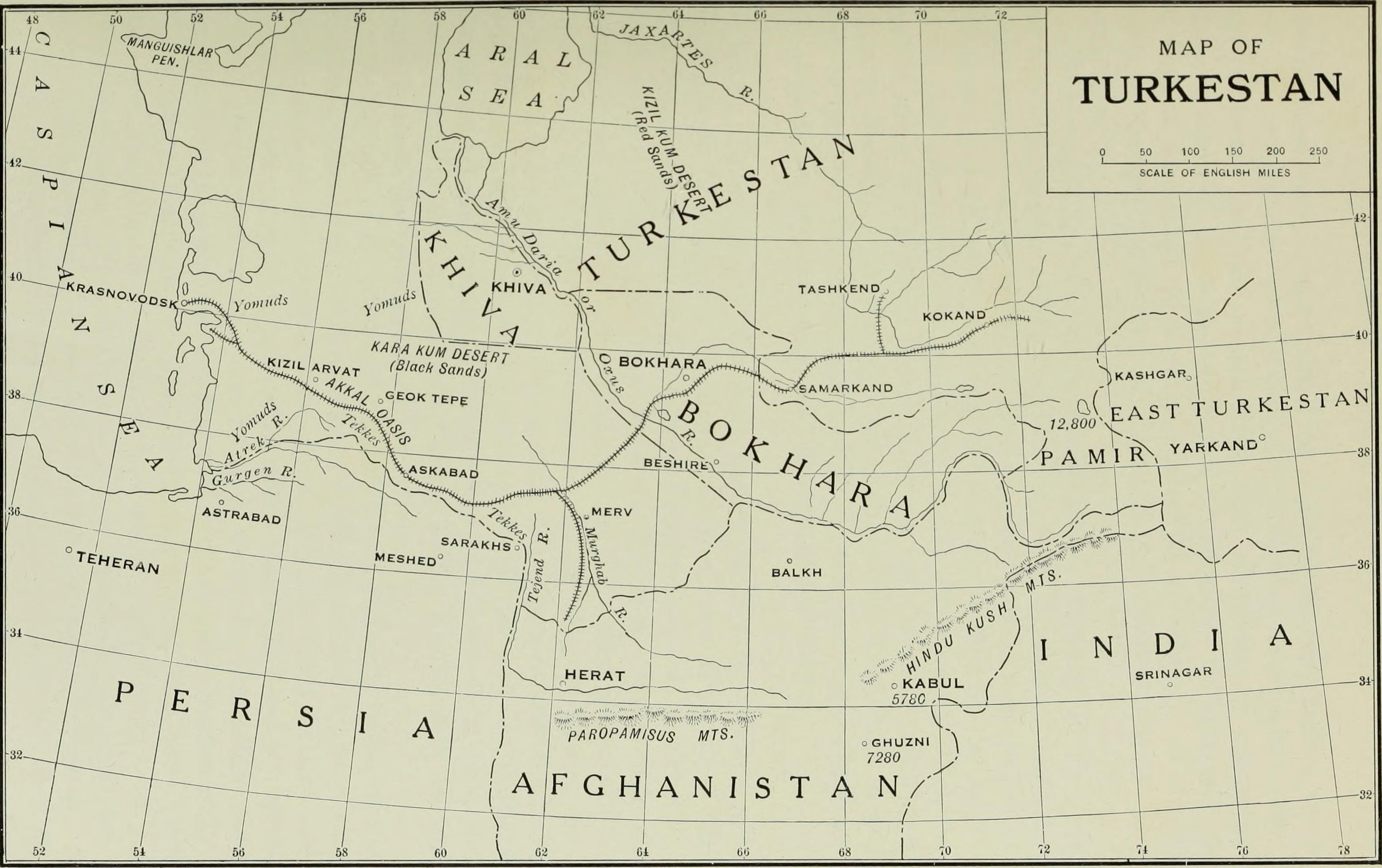
Una mappa della ferrovia nell'Asia centrale (1922). La ferrovia correva da Krasnovodsk a Kokand e Tashkend via Askabad, Bokhara e Samarcanda

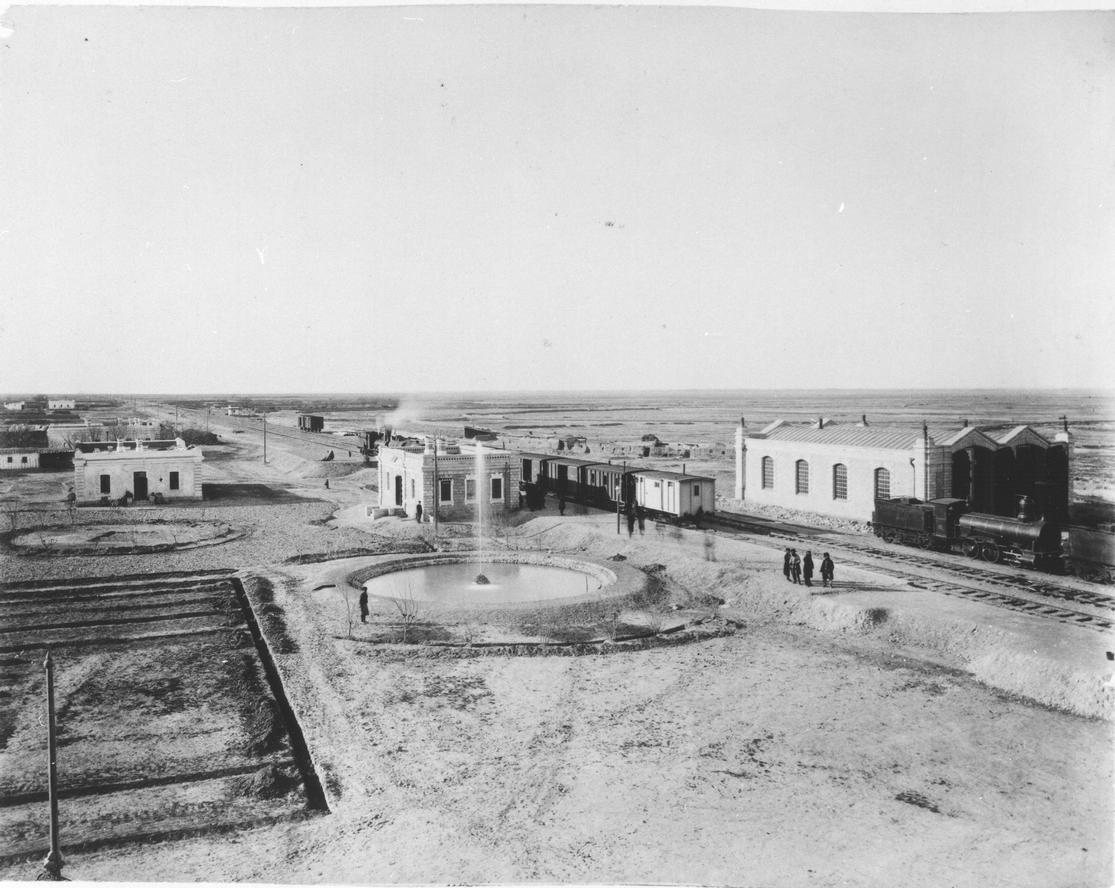
La stazione di Baharly sulla ferrovia transcaspica, 1890 circa

La ferrovia transcaspica (anche detta transcaspiana o ferrovia dell'Asia centrale, in russo Среднеазиатская железная дорога?) è una linea ferroviaria che segue il percorso della via della seta attraversando gran parte dell'Asia centrale occidentale. Fu costruita dall'Impero russo durante la sua campagna espansionistica in Asia centrale a cavallo tra il XIX e il XX secolo. Il primo troncone risultò operativo nel 1879, in seguito alla sconfitta russa riportata a Kokand. In origine essa era indirizzata a facilitare gli spostamenti dell'esercito russo imperiale in eventuali azioni contro la resistenza locale al loro dominio. Quando però George Curzon fu informato sulla ferrovia, si rese conto che la funzione della stessa poteva benissimo andare oltre la semplice funzione di vigilanza asserita da Mosca e minacciare le mire espansionistiche britanniche in Asia.

## Storia

### Costruzione

Itinerario della ferrovia transcaspica in Turkmenistan

Itinerario della ferrovia transcaspica in Uzbekistan

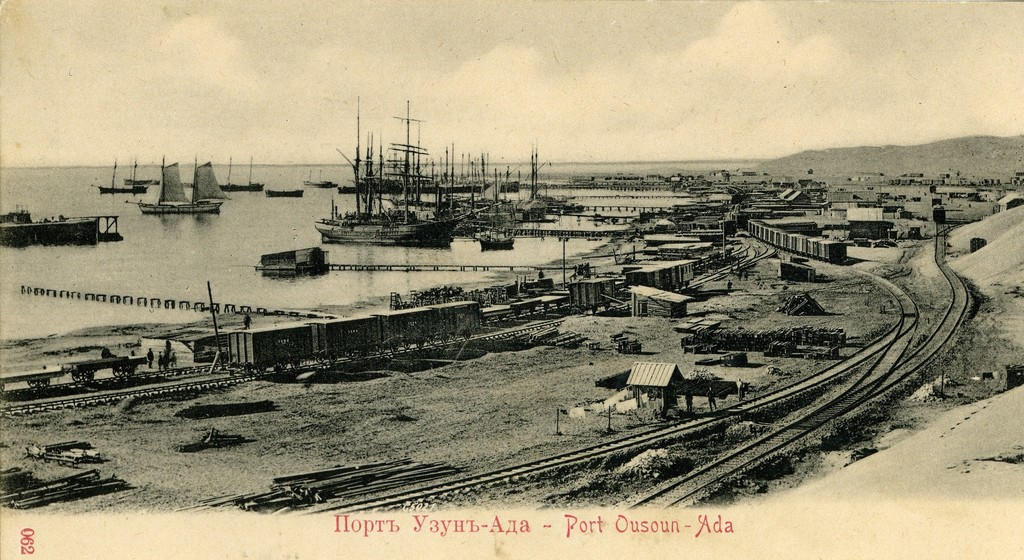
Porto e stazione ferroviaria di Uzun-Ada

La costruzione iniziò nel 1879 di una ferrovia a scartamento ridotto per Gyzylarbat in concomitanza con la conquista russa della Transcaspia grazie al generale Mikhail Skobelev. Si procedette ad alcune modifiche volte a rendere i binari uguali a quelli della Russia in merito alla lunghezza degli stessi e la costruzione fino ad Ashkabad e Merv (moderna Mary) fu completata per mano del generale Michael Nicolaivitch Annenkoff nel 1886. In un primo momento il capolinea era Uzun-Ada sul Mar Caspio, ma fu poi spostato a nord verso il porto di Krasnovodsk. La ferrovia raggiunse Samarcanda passando per Bukhara nel 1888, dove i lavori furono arrestati per un decennio. Dopodiché, fu estesa fino a Tashkent e Andijan nel 1898. Il ponte definitivo sull'Oxus (Amu-Darya) vide la luce nel 1901. Fino a quel momento, i treni passavano su una traballante costruzione in legno, spesso danneggiata a livello strutturale dalle inondazioni. Nel 1905 aprì i battenti la prima nave traghetto che collegava, attraversando il Mar Caspio, Krasnovodsk a Baku, odierna capitale azera. La ferrovia Trans-Aral di Tashkent che collega la tratta della Transcaspia con altre ferrovie russe ed europee fu completata nel 1906.
A preoccuparsi della costruzione furono gli inglesi, i quali temevano che la Russia intendesse raggiungere una posizione più forte nello scacchiere europeo assoggettando le colonie britanniche.

## Impatto economico
La ferrovia ha permesso un massiccio aumento delle esportazioni di cotone proveniente dalla regione. Si è saliti dai 873.092 pud del 1888 ai 3.588.025 del 1893. Gli altri commerci intensificatisi riguardarono zucchero, cherosene, legno, ferro e materiale edile. Tali dati economici sugli aumenti furono richiamati dal governatore generale Nikolai Rozenbakh per sollecitare la prosecuzione dei lavori a Tashkent, mentre l'imprenditore N. I. Reshetnikov mise a disposizione le proprie ricchezze per finanziare il progetto.

### Rivoluzione e guerra civile

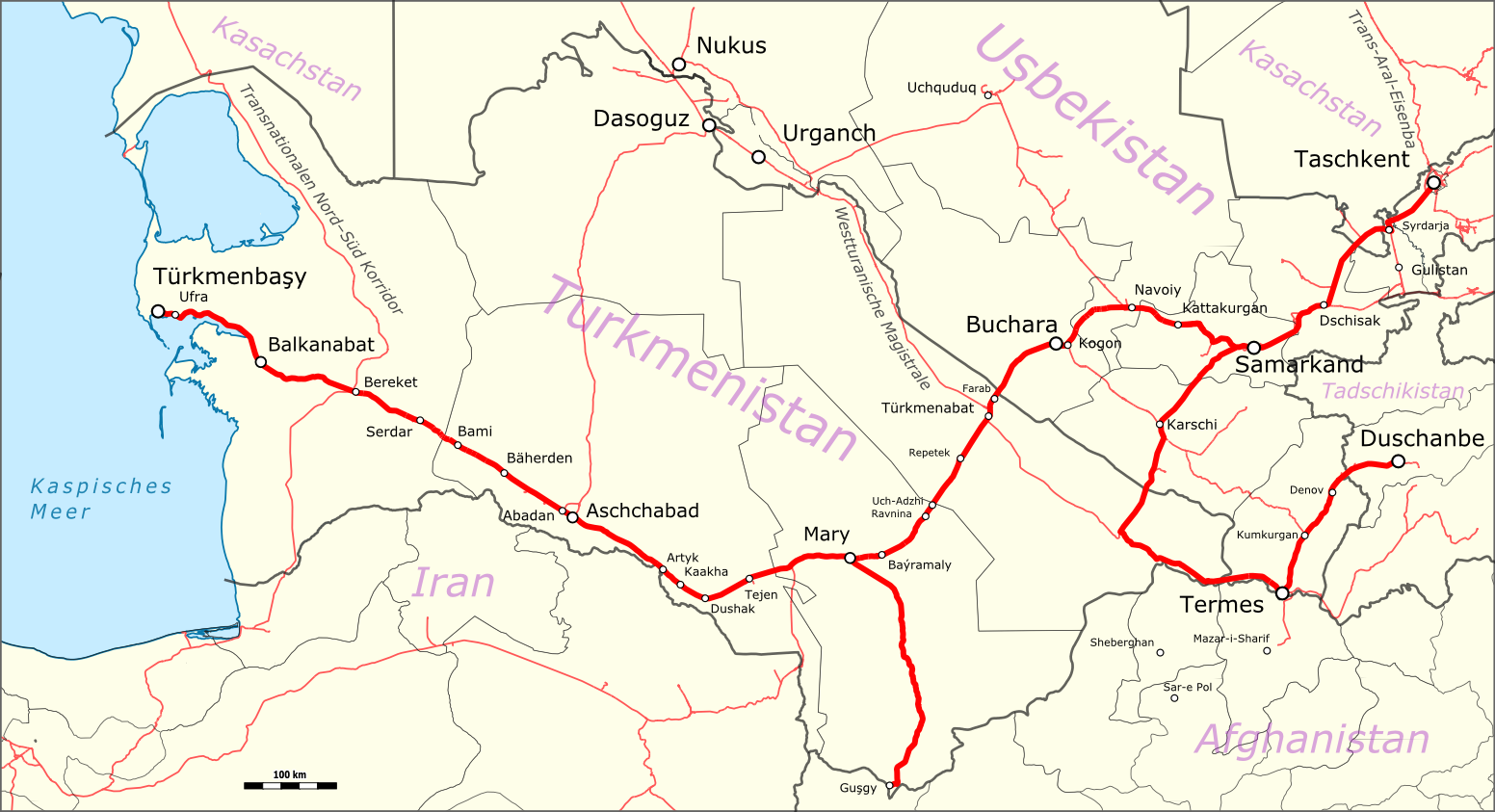
Il percorso ferroviario e le principali diramazioni in una mappa del 2015

I binari costitutivano il principale mezzo di locomozione nell'area e gli operai ferroviari divennero attivisti chiave durante la rivoluzione russa. Furono infatti 35 ferrovieri a fondare il Soviet di Tashkent il 2 marzo 1917. Essi convennero nella necessità che l'amministrazione della ferrovia dovesse essere trasferita lontano da Ashkhabad e inviarono, per perseguire questo scopo, il commissario Frolov in quella città; tale mossa si rivelò però impopolare. I lavoratori che invece operavano lungo l'estremità occidentale della ferrovia iniziarono a distaccarsi dalla politica orientata da Tashkent, istituendo il Comitato esecutivo di Ashkhabad (c.d. governo transcaspiano) il 14 luglio 1918 dopo due giorni di rivolta.
Sia la ferrovia che i lavoratori hanno svolto un ruolo importante nella guerra civile russa. Le truppe dell'esercito indiano britannico parteciparono ad alcune battaglie lungo la linea ferroviaria. Tashkent finì per diventare un presidio precipuo per l'Armata Rossa.

### Il periodo sovietico
Durante il periodo sovietico e anche oltre, l'amministrazione della ferrovia restò in mano a Tashkent.

## Percorso

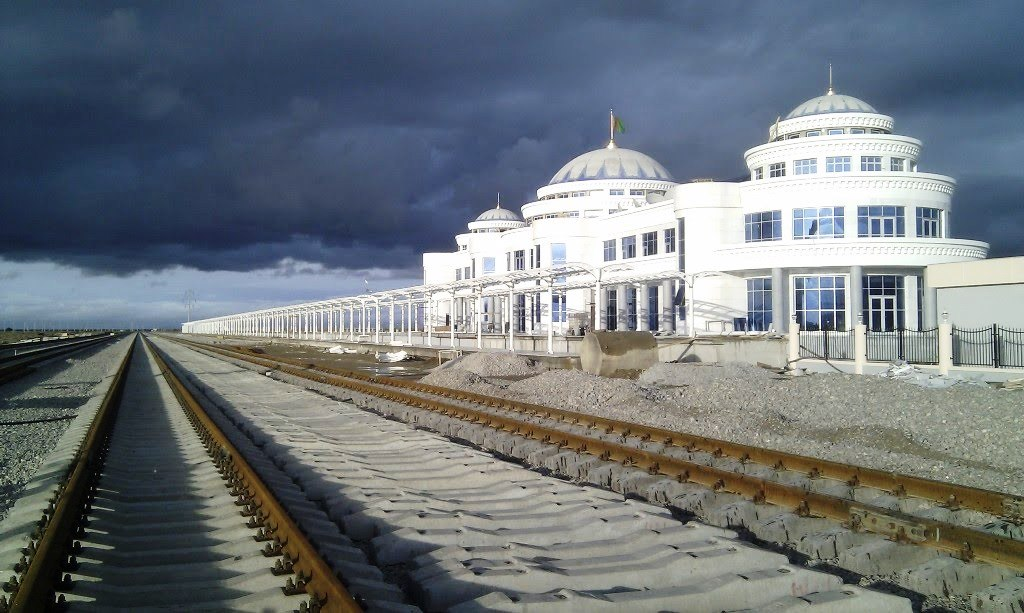
Bereket, sede di un importante snodo sulla rotta transcaspica

La ferrovia parte sulla sponda orientale del Mar Caspio a Turkmenbashi (Krasnovodsk) e si dirige a sud-est, lungo le estremità del deserto del Karakum. Un importante incrocio sul percorso e deposito di riparazione delle locomotive ha sede nella città di Bereket (precedentemente Gazandjyk), a circa 340 km ad est dal principio della ferrovia. In questo punto la transcaspiana interseca il corridoio di trasporto internazionale Nord-Sud di nuova costruzione che collega Russia, Kazakistan, Turkmenistan, Iran e che termina nel Golfo Persico. Dopo Bereket, il percorso si snoda parallelamente al canale del Karakum. Attraversa Aşgabat e continua verso sud-est, attraversando le colline ai piedi dei monti Kopet Dag e passando per Tejen. Da quest'ultimo insediamento, ha origine un moderno collegamento ferroviario che si dirige verso il confine iraniano a Serakhs e da lì a Mashhad in Iran. Da Tedzhen la transcaspica si protrae verso nord-est toccando Mary. Lì una diramazione costruita nell'ultimo decennio del XIX secolo conduce al confine afgano a Guşgy, e la linea principale prosegue verso Türkmenabat (Chärjew). Da tale località un ramo costruito nel periodo sovietico si collega a nord-ovest ad Urgench, oltre che con il Kazakistan e la Russia.
La linea principale prosegue invece da Turkmenabat in direzione Bukhoro (dove una bretella costruita nel 1910 conduce altresì a Termez e Dušanbe) e prosegue poi per Samarcanda. A Sirdaryo, dove attraversa il fiume Syr Darya, un ramo scorre verso est nella fertile valle di Fergana. Successivamente, si raggiunge Tashkent. Un'ulteriore binario diretto a nord-ovest vira verso il Kazakistan e si fa strada nel Karakalpakstan. La biforcazione situata ad Arys forma la ferrovia siberiano-turkestana per Novosibirsk.